# Rio Cameniţa (Berzasca)
O Rio Cameniţa (Berzasca) é um rio da Romênia, afluente do Berzasca, localizado no distrito de Caraş-Severin.